# Archactenis centrostricta
Archactenis centrostricta är en fjärilsart som beskrevs av Diakonoff 1941. Archactenis centrostricta ingår i släktet Archactenis och familjen vecklare. Inga underarter finns listade i Catalogue of Life.